# NGC 551
NGC 551 (również PGC 5450 lub UGC 1034) – galaktyka spiralna z poprzeczką (SBbc), znajdująca się w gwiazdozbiorze Andromedy. Odkrył ją William Herschel 21 września 1786 roku.